# Idiops lusingius
Idiops lusingius là một loài nhện trong họ Idiopidae.
Loài này thuộc chi Idiops. Idiops lusingius được Carl Friedrich Roewer miêu tả năm 1953.